# 小寺右子
小寺 右子（こてら ゆうこ、1977年7月14日 - ）は、朝日放送テレビ（ABC）所属のアナウンサー。

## 来歴・人物
兵庫県西宮市の出身で、西宮市立浜脇中学校、兵庫県立鳴尾高等学校を経て、指定校推薦で青山学院大学経営学部へ進学。大学卒業後の2000年4月1日付で、岩本計介とともに、アナウンサーとして朝日放送（当時）へ入社した。
アナウンサーを志したきっかけは、高校2年時の1995年1月17日に、当時住んでいた西宮市内の実家で阪神・淡路大震災に遭遇したことにある。当時の実家は全壊に近い被害を受けていて、（朝日放送を含む）在阪民放局のアナウンサーが伝える震災関連の報道へ接するうちに、アナウンサーの仕事に対する敬意と使命感が芽生えたという。
朝日放送への入社後は、2000年10月から2010年3月まで、9年半にわたって『おはようコールABC』（平日の早朝に生放送のテレビ番組）へレギュラー出演。2006年4月からは、当時の同僚アナウンサー・清水貴之とのコンビでメインキャスターを務めた。
その一方で、2005年10月より2010年3月までは、『ごきげん!ブランニュ』（テレビの深夜枠「ナイトinナイト」で当時火曜日に放送されていたバラエティ番組）のアシスタントも担当。「動物のヌーに似ている」という理由で、「ヌーやん」と呼ばれた（名付け親はメッセンジャー黒田）。さらに、2006年には、8月5日に関西テレビで放送された『ナンボDEなんぼ』の「関西5局女子アナスペシャル」に朝日放送代表で出演した。
一般職で入社した同期局員との結婚を、2009年11月に発表、11月29日USJで結婚式。2011年6月より最初の産前産後休暇に入り6月18日に男児（第1子）を出産した。
2012年4月から職場に復帰。テレビ番組では、土曜日の10:00 - 11:40で『見知らぬ関西新発見!みしらん』（『ごきげん!ブランニュ』時代に共演した赤井英和司会の情報番組）の放送を開始したのを機に、2013年9月21日の最終回までアシスタントを務めてきた。
『みしらん』の終了翌週（2013年10月5日）からは、同じ土曜日にテレビ朝日系列全国ネット番組として放送中の『朝だ!生です旅サラダ』にスタジオレギュラーとして出演。後に第2子を懐妊したため、2015年7月25日放送分を最後に自身2度目の産前産後休暇を取得した（9月に男児を出産）。
2017年4月からアナウンサーとしての活動を再開。2018年の4月以降は、育児や定時ニュースの担当などと並行しながら、朝日放送ラジオの生ワイド番組（『全力投球!!妹尾和夫です。サンデー』→『桑原征平粋も甘いも』『サニー・フランシスのマサララジオ』）でパートナーを務めている。その一方で、2回目の産前産後休暇に入る前から、朝日放送→朝日放送テレビが新卒扱いで採用した女性アナウンサーへのアナウンス研修を任されている（2022年には福戸あやの研修を担当）。
書道は師範の資格を有するほどの腕前で、スキューバダイビングのライセンスも保有している。中高と器械体操部副部長。好物は焼肉、餃子。

## 出演・担当番組

### 現在

#### テレビ
- ABC NEWS（不定期）
- キニナリーノ!（2018年4月5日 - 、進行）
- ぺこぱのまるスポ（2023年10月 - 、進行）

#### ラジオ
- ABCニュース（不定期）
- 桑原征平粋も甘いも（パートナー）
  - 2021年の10月改編（9月29日放送分）からレギュラーで出演。先輩アナウンサー・橋詰優子との2週交代でパートナーを務めているが、橋詰が休職していた2022年から2023年7月は、パートナーを小寺にほぼ固定していた。
  - パートナー起用前の2021年3月にも、「粋甘流☆美女と野獣NEO」（水曜日の13時台で当時放送されていた大喜利コーナー）で童謡「春が来た」の替え歌を歌った[4]音源が1ヶ月にわたって使われたほか、4日に「征平の女子アナさんいらっしゃい!」（当時放送されていた木曜日13時台のトークコーナー）へゲストで出演していた。
- サニー・フランシスのマサララジオ（第2代アシスタント、2022年4月3日 - ）
  - 2019年4月7日の初回放送からサニー・フランシスのアシスタントを務めてきた後輩アナウンサーの八塚彩美が、2022年4月1日付で朝日放送テレビの総務局へ異動することに伴って、第2代のアシスタントに起用。また、同番組での愛称は『みぎこ』となっている。
- 笑い飯哲夫のしんぶん教室（パートナー、2020年10月3日 - ）
- 上沼恵美子のこころ晴天
  - 通常は、シフト勤務の一環で、番組内の「ABCニュース」のみ不定期で担当。
  - 上沼恵美子などのレギュラー陣が夏季休暇を取得していた2017年8月21日に、レギュラー陣で唯一休暇を取っていなかった後輩アナウンサー・北村真平のリクエストを受けて出演。2020年には、新型コロナウイルス感染拡大の影響で北村以外のレギュラー陣がスタジオへの出演を見合わせていることに伴って、4月18日から5月25日まで北村と再びコンビを組んでいた。

### 過去

#### テレビ
- おはようコールABC
  - 2001年10月から芸能コーナーを担当。2006年4月から2010年3月までメインキャスターを務めた。
  - 2019年には、2月6日および10月16日 - 18日放送分で、後任者である後輩アナウンサーの斎藤真美に代わってメインキャスターを担当。2020年には、日本国内で新型コロナウイルスへの感染が拡大していることを背景に、メインキャスターの2班体制を導入したことに伴って、4月17日から6月12日まで暫定措置として金曜日のメインキャスターに復帰していた。
- 公造とアナアナ（不定期）
- 選挙ステーション2004（2004年7月11日・テレビ朝日制作、第20回参議院議員通常選挙の開票特別番組。列島中継リレーで京都・東映太秦映画村から中継出演）
- せのぶら!（ナレーター兼テレビショッピングコーナー「ええもんあります!せのぶら本舗」アシスタント）
  - 「せのぶら本舗」では、産前産後休暇の期間中にも、紹介する商品によっては産休前に収録したVTRを随時放送していた。
- 朝だ!生です旅サラダ（朝日放送テレビ制作・テレビ朝日系列全国ネット）
  - 以前は不定期で近畿地方・徳島県の中継リポーターを担当。2013年10月5日放送分から、スタジオレギュラーとして復帰。
- 西川きよしのおしゃべりあるき目です（ナレーター兼「おしゃべりあるき目ですショッピング」進行担当）
  - 前番組『せのぶら!』からの続投扱いで、テレビショッピングコーナーの「おしゃべりあるき目ですショッピング」では、島田珠代と共に進行。
  - 後継番組『きよし・黒田の今日もへぇーほぉー』内「今日もへぇーほぉーテレビショッピング」でも、紹介する商品によっては産休前に収録したVTRを随時放送していた。

以下の番組では、いずれも赤井のアシスタントとして出演。
- ごきげん!ブランニュ （2005年10月 - 2010年3月）
- おはよう赤井です （2006年11月1日に放送された『おはよう朝日です』からのスピンオフ番組）
- 見知らぬ関西新発見!みしらん（2012年4月 - 2013年9月）

#### ラジオ
- ABCフレッシュアップスタジアム
- ニュース探偵局（2003年頃）
- 山中つよしの美・happy（2004年10月 - 2006年9月）
- 全力投球!!妹尾和夫です。サンデー（2018年4月8日 - 2021年9月26日、パートナー）
- よなよな…（2019年6月4日）
  - 火曜日パートナーの後輩アナウンサー・塚本麻里衣の代役として。

#### CM
- ABCハウジング（2013年10月 - 2014年3月）
  - テレビ・ラジオとも、小寺と同じく朝日放送の局員（先輩アナウンサーの小縣裕介）と結婚している後輩アナウンサー・武田和歌子と共演。